# グレン・オシェイ
グレン・オシェイ（Glenn O'Shea、1989年6月14日 - ）は、オーストラリア・ビクトリア州、スワン・ヒル出身の自転車競技選手。

## 来歴
トラックレースを主体にロードレースでも活動する兼用選手。
2006年
- オセアニア競技大会・ジュニア部門
  - スクラッチ 優勝

2007年
- オーストラリア選手権
  - マディソン 優勝
  - ポイントレース（ジュニア部門） 優勝
- ジュニア世界選手権自転車競技大会
  - オムニアム 優勝
  - 団体追抜 優勝（+ ジャック・ボブリッジ、リー・ハワード、トラヴィス・マイヤー）
  - マディソン 2位
- オセアニア自転車競技選手権大会
  - オムニアム 優勝
  - スクラッチ 優勝

2008年
- オーストラリア選手権
  - マディソン 優勝
  - 団体追抜 優勝
  - オムニアム 優勝
- UCIトラックワールドカップ2008-2009
  - メルボルン - ポイントレース 優勝

2009年、チーム・AISと契約。
- UCIトラックワールドカップ2008-2009
  - 北京 - 団体追抜 & マディソン 優勝
- オーストラリア選手権
  - ポイントレース 優勝
  - スクラッチ 優勝
- このほか、ツアー・オブ・ジャパン参戦のため来日。

2010年、チーム・ジェイコ - スキンズに移籍。
- オーストラリア選手権
  - マディソン 優勝

2011年
- オーストラリア選手権
  - 団体追抜 優勝
- UCIトラックワールドカップ2011-2012
  - アスタナ - 個人追抜 & マディソン 優勝

2012年、チーム・ジェイコ - AISに加入。
- UCIトラックワールドカップ2011-2012
  - 北京 - オムニアム 優勝
- トラックレース世界選手権
  -  オムニアム 優勝
  - 団体追抜 2位
- ロンドンオリンピック
  -  団体追抜 2位
  - オムニアム 5位

2013年
- トラックレース世界選手権
  -  団体追抜 優勝（+ アレクサンダー・エドモンソン、マイケル・ヘップバーン、アレクサンダー・モーガン）
  - オムニアム 3位

2014年
- 世界選手権・団体追抜 優勝（+ アレクサンダー・エドモンソン、ルーク・デイヴィソン、ミッチェル・マルハーン）